# 恋のインディアン人形
「恋のインディアン人形」（こいのインディアンにんぎょう）は、1974年4月15日に発売されたリンリン・ランランのデビュー・シングル。

## 解説
本楽曲は、オリコンチャートにおいて週間最高27位、8.4万枚のセールスを記録、リンリン・ランランとしてデビュー曲にして最大のヒット曲となった。

## 収録曲
- 両楽曲共に、作詞：さいとう大三／作曲：筒美京平

1. 恋のインディアン人形（2分49秒）
編曲：筒美京平
2. 赤い屋根のお家（2分31秒）
編曲：高田弘

## 収録作品
- 恋のインディアン人形（1974年7月）

## カバー
- W（ダブルユー） - アルバム『デュオU&U』（2004年6月2日）